# JSW Steel
JSW Steel is een grote Indiase staalproducent. Met een ruwstaalproductie van 18,6 miljoen ton was het in 2021 op Tata Steel na de grootste staalproducent uit India en is het ook een van de grotere in de wereld. Het is het grootste onderdeel van de JSW Group, die voorts actief is in onder meer de energie-, haven-, cement- en verfsector.

## Activiteiten

### Positie in India
In 2021 was JSW Steel de grootste staalproducent op Indiaas grondgebied. Alleen met inbegrip van buitenlandse staalfabrieken is Tata Steel groter. Het bedrijf is de voorbije decennia sterk gegroeid. In 2007 bedroeg de ruwstaalcapaciteit in India nog 2,5 miljoen ton op jaarbasis. Tegen 2022 was die toegenomen tot 27 miljoen ton. In dezelfde periode verdubbelde de vraag naar staal in India en werd het land ook een netto-exporteur van staal, ondanks de uitvoerrechten die India had opgelegd en invoerrechten die andere landen hadden opgelegd voor een aantal ijzer- en staalproducten.
In 2022 werd 72 procent van de productie in India zelf verkocht en had JSW Steel er een marktaandeel van 11 procent. JSW is er wel marktleider in gecoat plaatstaal met een marktaandeel van zowat 60 procent. In totaal werd ruim 16 miljoen ton eindproducten geproduceerd. 73 procent daarvan was vlakstaal – plaatstaal en platen – en 60 procent waren gespecialiseerde eindproducten met een hogere toegevoegde waarde.
Ruim de helft van de productie werd afgenomen door industriële klanten, een zesde door de auto-industrie en een derde werd in winkels verkocht. JSW heeft ook zelf een winkelketen in India genaamd JSW Shoppe, waar eindproducten als gelakte stalen dakplaten worden verkocht.

### Staalfabrieken
JSW heeft twee grote staalfabrieken, Vijayanagara en Dolvi. In 2022 verdubbelde de capaciteit van Dolvi door de ingebruikname van een nieuwe hoogoven. Deze hoogoven kan elk jaar 4,5 miljoen ton ruwstaal produceren en is een van de grootste in India. Vijayanagara is het grootste staalcomplex in het land. Tegen 2024 zou de capaciteit ervan met nog eens 5 miljoen ton worden opgetrokken.
| fabriek                        | plaats                            | startjaar | producten                                             | ruwstaalcapaciteit |
| ------------------------------ | --------------------------------- | --------- | ----------------------------------------------------- | ------------------ |
| Vijayanagara                   | Bellary                           | 1994      | platen, (gegalvaniseerd) plaatstaal, draad, weekijzer | 12 mt/jaar         |
| Dolvi                          | Dharamtar                         |           | plaatstaal                                            | 10 mt/jaar         |
| Salem                          | Salem                             | 2010      | staven, draad, speciale legeringen                    | 1 mt/jaar          |
| Bhushan Power and Steel (BPSL) | Jharsuguda                        |           | plaatstaal, draad, profielen, buizen                  | 2,75 mt/jaar       |
| Ohio                           | Mingo Junction (Verenigde Staten) | 1872      | plaatstaal                                            | 1,5 mt/jaar        |

JSW heeft verder verschillende fabrieken in India waar plaatstaal wordt gecoat. In het Amerikaanse Baytown heeft de groep een fabriek waar platen worden gewalst en gelaste buizen gemaakt. De buizen zijn bestemd voor de petrochemische industrie in de regio. In het Italiaanse Piombino heeft de groep een walserij waar staven, draad en rails worden geproduceerd.

### Mijnen
JSW Steel bezit ook dertien (2022) ijzerertsmijnen in de staten Karnataka en Odisha. In 2021-22 leverden ze bijna 16 miljoen ton erts aan, wat 43 procent van de benodigde hoeveelheid was.
JSW Steel heeft ook concessies voor steenkoolmijnen gekocht in Karnataka, de Amerikaanse staat West Virginia, Chili en Mozambique.

## Geschiedenis

### India
In 1982 nam de toenmalige Jindal Group Piramal Steel over. Deze staalproducent had een kleine staalfabriek in Tarapur. Piramal Steel werd hernoemd tot Jindal Iron and Steel Company of JISCO. In 1994 werd Jindal Vijayanagar Steel Limited (JVSL) opgericht met een nieuwe grote staalfabriek in Bellary, waar een rijke ijzerertslaag in de grond zit. In 2004 nam de JSW Group Salem Steel in Tamil Nadu over. In 2005 fuseerden de staalbedrijven en werd JSW Steel gevormd.
In 2010 nam JSW Steel Ispat Industries over, waarmee het ook de grote staalfabrieken van Dolvi in handen kreeg. Deze staalgroep was in 1984 opgericht door Mohanlal Mittal, de vader van Lakshmi Mittal. In 2019 kon men het bankroete Bhushan Power and Steel in Odisha overnemen. Daardoor kreeg de groep ook voet aan de grond in het oosten van India. In 2020 werden in dezelfde deelstaat ook drie ijzerertsmijnen aangekocht.

### JFE
In 2013 ging JSW Steel een joint venture aan met het Japanse JFE Steel voor de productie van weekijzer. JFE hielp JSW met de bouw van moderne productieinstallaties in de Vijayanagara-fabriek. In 2018 vormden de twee nog een joint venture voor een koudwalserij in dezelfde fabriek. Die zou jaarlijks 2,3 miljoen ton hoogwaardig staal produceren voor de auto-industrie.

### GeoSteel
In 2008 begon JSW Steel de joint venture GeoSteel met de Georgian Steel Group Holding in Georgië. GeoSteel heeft een kleine vlamboogoven en een walserij die betonwapening en draadstaal produceren uit schroot. JSW Steel bezat 49 procent maar verkocht in 2019 39 procent aan de Georgian Steel Group Holding en behield 10 procent.

### Italië
In 2014 had JSW Steel de Italiaanse langstaalproducent Aferpi willen overnemen van Severstal, maar verloor van het Algerijense Cevitaly. In 2018 mislukte ook een poging om de veel grotere Ilva-staalfabrieken van de Riva Group over te nemen. Wel kon dat jaar door ingrijpen van de Italiaanse overheid alsnog Aferpi worden overnomen.
Aferpi had een productiecapaciteit van 2 miljoen ton op jaarbasis. Met de overname kreeg JSW voet aan de grond in Europa. De nabijheid van een grote haven in Piombino maakten het makkelijk om Indiase halffabrikaten aan te voeren.
In 2021 werd onderhandeld over de verkoop van 49 procent van JSW Steel Italy aan de Italiaanse staatsinvesteringsmaatschappij Invitalia.

### Verenigde Staten
In 2018 begon JSW Steel in Texas met de bouw van een geïntegreerde plaat- en buizenfabriek om gelaste buizen en op maat gewalste platen te produceren.
Datzelfde jaar kocht JSW de smelterij en walserij van Wheeling Pittsburgh Steel in Ohio. Deze fabrieken lagen toen al tien jaar stil. Er kwam een nieuwe vlamboogoven en er werd begonnen met de productie van rollen plaatstaal.